# Франц фон Шобер
Франц Адолф Фридрих Шобер, от 1801 г. фон Шобер (на немски: Franz Adolf Friedrich Schober; von Schober) е австрийски поет, либретист, литограф, актьор във Вроцлав и легационсрат във Ваймар.
Роден в Малмьо, Швеция, той се връща във Виена, където учи философия и се запознава с композитора Франц Шуберт, приятелтите му Йохан Майрхофре, Йозеф фон Шпаун и художниците Леополд Купелвизер и Мориц фон Швинд. Между 1823 и 1825 Шобер е актьор във Ворцлавския театър под псевдонима „Торупсон“. През 40-те години на XIX век Шобер е в близък контакт с Ференц Лист. През 1856 се жени за авторката Текла фон Гумперт, след което живее в Будапеща, Мюнхен и Дрезден.
Шобер пише лирична поезия и през 1821 либретото на Шубертовата опера Alfonso und Estrella.